# Афиногеновское согласие
Афиногеновское согласие (афиногеновщина) — согласие в старообрядческий, группа поповцев, получившая название по имени своего основателя — Афиногена, беглого дьякона Новоиерусалимского Воскресенского монастыря. Афиноген, завоевав расположение стародубского священника Патрикия, выдавал себя за старообрядческого епископа и рукополагал верующих. Будучи разоблачён Патрикием, Афиноген бежал в Польшу, но часть его последователей продолжали считать Афиногена епископом, образовав особое согласие.